# روستین گونسالس
روستین گونسالس (اسپانیایی: Rostyn González‎؛ زادهٔ ۱۴ فوریهٔ ۱۹۶۴) بازیکن بسکتبال اهل ونزوئلا بود. وی در بازی المپیک تابستانی ۱۹۹۲ شرکت کرده‌است.